# Новоекатериновка (Краснодарский край)
Новоекатери́новка — хутор в Усть-Лабинском районе Краснодарского края России.
Входит в состав Братского сельского поселения.

## География
Хутор находится на берегу реки Средний Зеленчук (левый приток Кубани), на расстоянии 16 км к востоку от города Усть-Лабинск, административного центра района.

## Население
| 2002 | 2010 |
| ---- | ---- |
| 149  | ↗177 |

## Улицы
На хуторе имеются две улицы: Садовая и Шоссейная. 